# Nukufetau (Wallis-et-Futuna)
Ne pas confondre avec Nukufetau, atoll des Tuvalu.
Nukufetau (« l'île du takamaka ») est un îlot de Wallis-et-Futuna situé au sud du lagon de Wallis. Il se situe dans le district de Mu'a.

## Toponymie

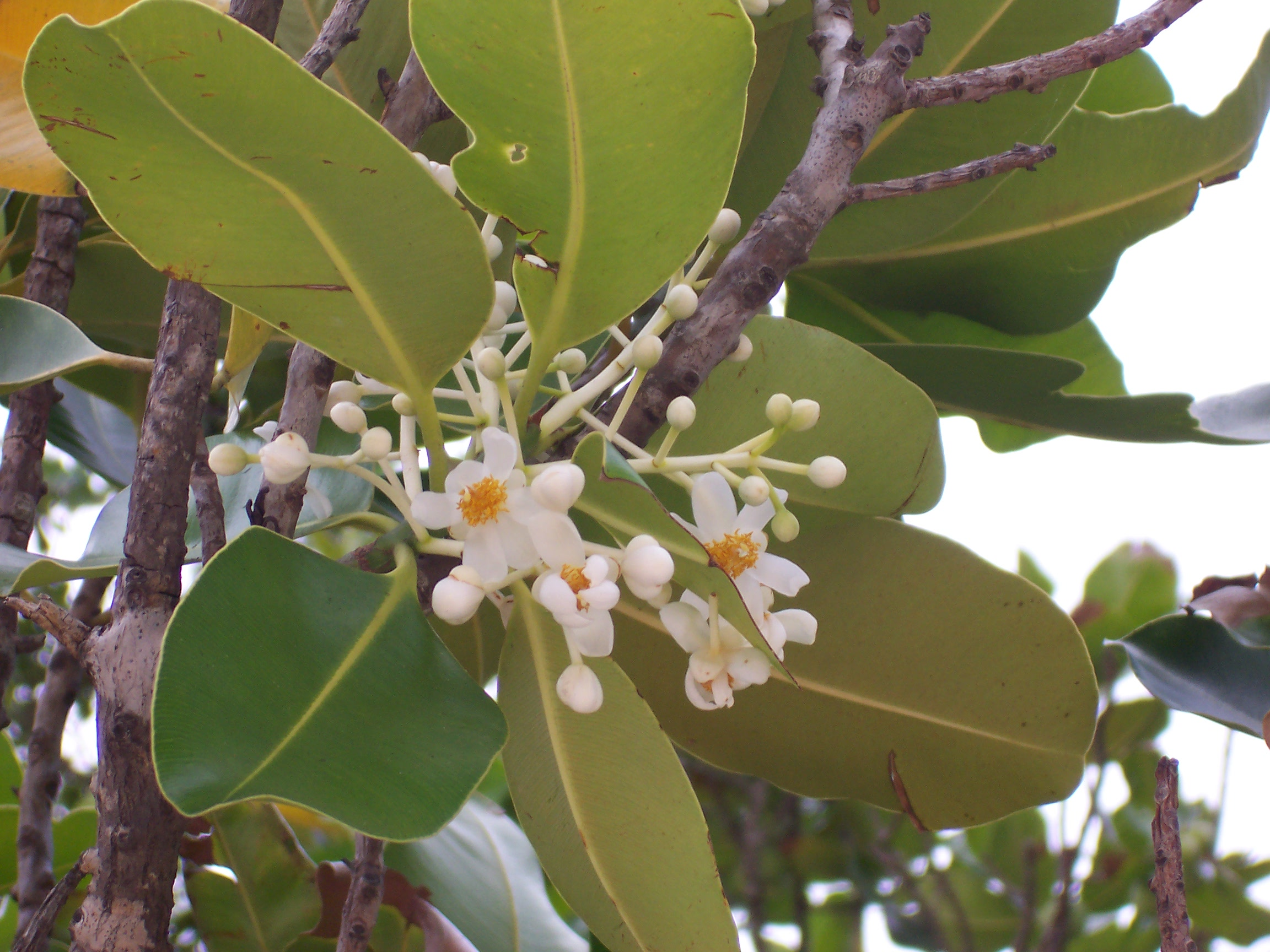
Le Callophyllum inophyllum, en wallisien feta’u, a donné son nom à l'îlot Nukufetau.

Nukufetau est composé de nuku, un terme présent dans de nombreuses langues polynésiennes signifiant « terre », « île » ou « sol sableux », et de fetau (ou feta'u selon les orthographes). Pour Edward Winslow Gifford, cela se réfère à l'arbre feta'u, le takamaka (Calophyllum inophyllum). On retrouve ce nom à Niuafo'ou avec le même sens, ainsi qu'à Nukufetau aux Tuvalu, une île peuplée par des Tongiens.

## Origine
Nukufetau est un îlot volcanique, « un cône mixte de scories et de lave ».